# Хэйуорд, Марджори
Марджори Хэйуорд (англ. Marjorie Hayward, в замужестве Лемпферт, англ. Lempfert, но для выступлений использовала девичью фамилию; 14 августа 1885, Гринвич — 10 января 1953, Лондон) — британская скрипачка.
Училась у Эмиля Соре в Королевской академии музыки (1897—1903), а затем в Праге у Отокара Шевчика (1903—1906).
Вернувшись в Англию, много выступала как солист (преимущественно с любительскими оркестрами), постоянно участвовала в променадных концертах Генри Вуда. Начиная с 1911 г. постоянно играла первую скрипку в тех или иных камерных ансамблях, среди которых выделяются Английский квартет (1915—1925, с Фрэнком Бриджем на альте) и Квартет виртуозов (1924—1939, с Седриком Шарпом на виолончели). Гастролировала в нескольких европейских странах — известно, в частности, её выступление в Берлине 19 декабря 1928 года в концерте, посвящённом творчеству Этели Смит: Хэйуорд и Обри Брейн исполнили её Концерт для скрипки и валторны с оркестром.
С 1924 г. преподавала в Королевской академии музыки.